# Kerkschat

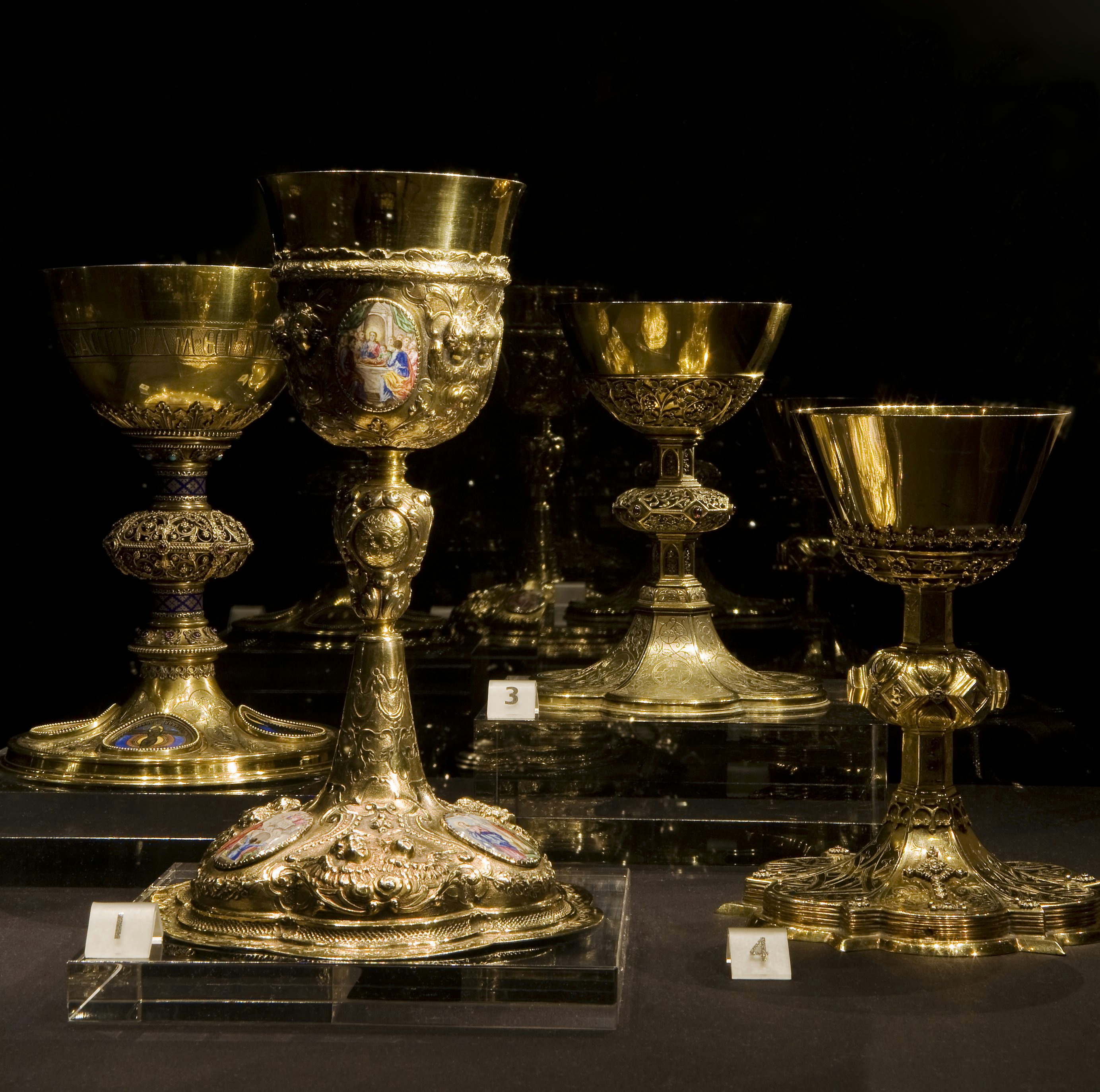
Liturgisch vaatwerk in de schatkamer van de Sint-Gerlachuskerk in Houthem-Sint Gerlach

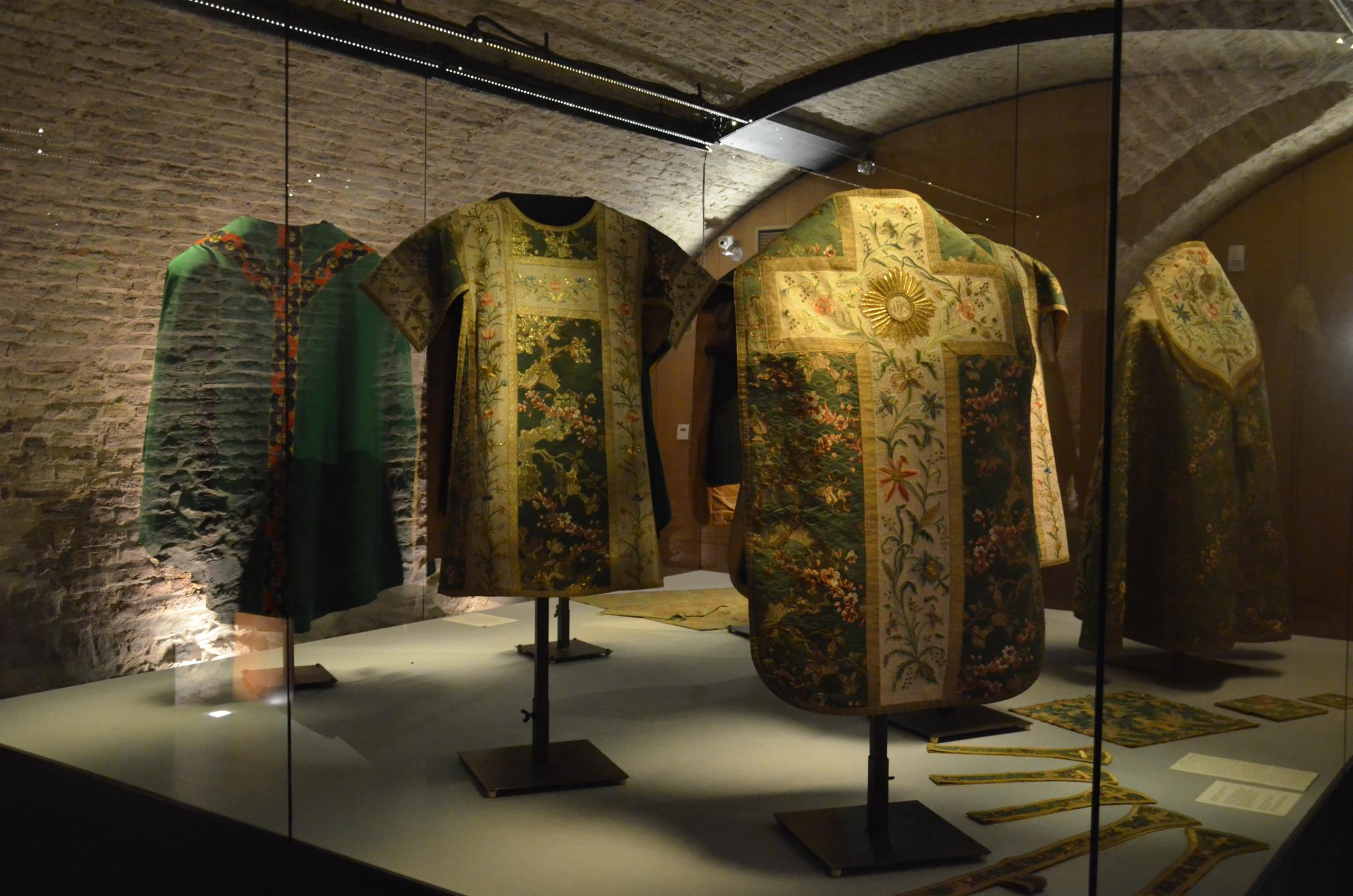
Liturgische gewaden in de Domschatzkammer van de Dom van Aken

Een kerkschat is een verzameling liturgische voorwerpen die toebehoort aan een bepaalde kerkgemeenschap, meestal een katholieke parochie. Sommige kerken bezitten een kerkschat die een dermate grote kunsthistorische waarde vertegenwoordigt, dat deze wordt tentoongesteld in een eigen museum, de schatkamer.

## Onderdelen van de kerkschat
Een kerkschat kan onder andere de volgende voorwerpen bevatten:
- Liturgisch vaatwerk, bijvoorbeeld ampullen met ampullenschaal, kelken, cibories, kelklepeltjes, patenen, monstransen, olievaatjes en wierookvaten
- Reliekhouders, evenals liturgisch vaatwerk meestal vervaardigd uit edelmetaal
- Paramenten: misgewaden en andere kerkelijke voorwerpen van textiel, bijvoorbeeld dalmatieken, kazuifels, koorkappen, stola's, mijters, kelk- en ciborievelums en antependia
- Liturgische boeken, bijvoorbeeld evangeliaria, psalters en gezangenboeken
- Kruisen, bijvoorbeeld pectorales en processiekruisen

Behalve deze direct aan de liturgie gerelateerde kerkelijke voorwerpen, bezitten veel oudere kerken meestal een verzameling kunst en kunstvoorwerpen, en in sommige gevallen belangrijke archeologische vondsten, die meestal niet tot de kerkschat worden gerekend, maar wel vaak in de kerkelijke schatkamer worden tentoongesteld.

## Geschiedenis

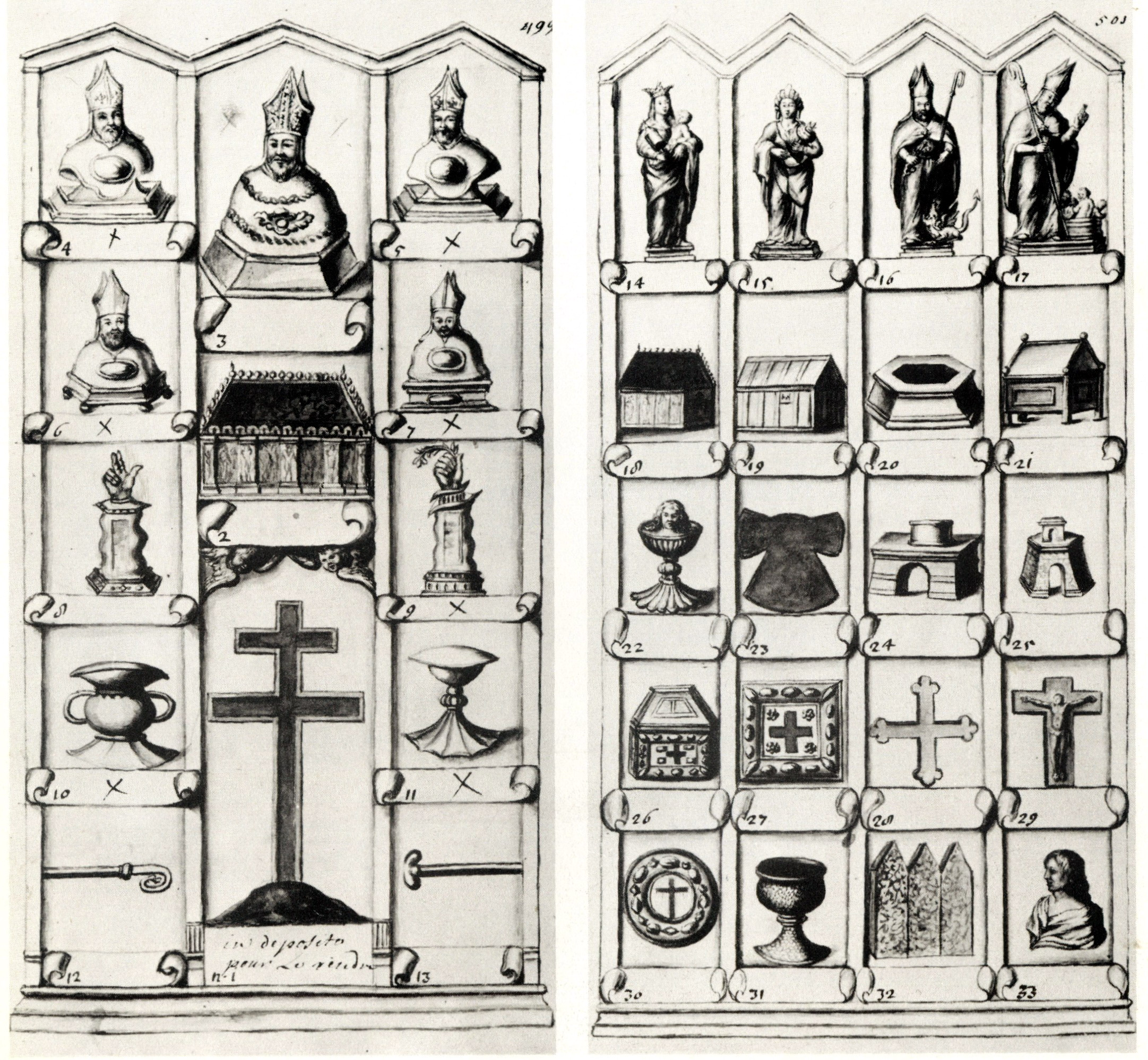
17e-eeuws toningsformulier kerkschat Sint-Servaasbasiliek, Maastricht

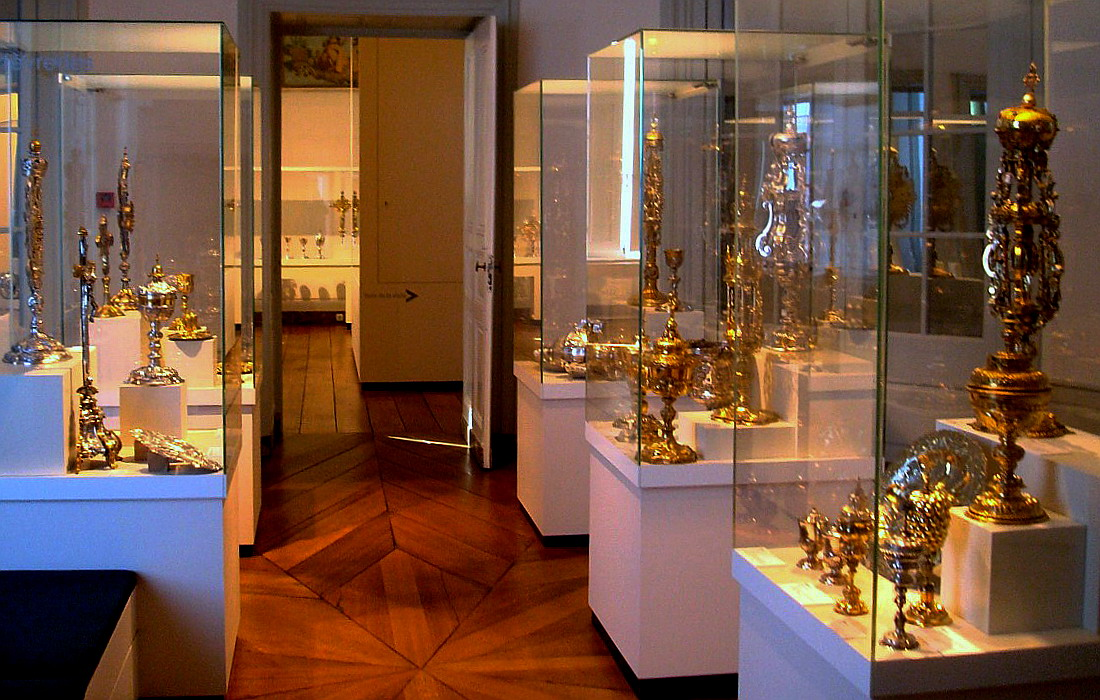
Collectie kerkelijk zilver in museum Grand Curtius in Luik

In de middeleeuwen schonken vorsten en andere machthebbers vaak kostbare voorwerpen aan belangrijke kerken om deze machtige kerken aan zich te binden. Zo bezat de schatkamer van de Sint-Servaasbasiliek ooit de zeer kostbare Einhardsboog, een geschenk van een van de belangrijkste edelen aan het hof van Karel de Grote. Het borstkruis van Sint-Servaas in dezelfde kerkschat is waarschijnlijk een geschenk van keizer Hendrik III.
Soms bevat een kerkschat ex voto's en andere schenkingen van vrome parochianen, waarmee dankbaarheid jegens God werd uitgedrukt voor bekomen gunsten. Rijkere families schonken vaak prachtige voorwerpen aan de parochie, bijvoorbeeld kelken, monstransen, reliekhouders en kandelaars, in de hoop daarmee het eigen zieleheil zeker te stellen. Priesters ontvangen bij hun priesterwijding vaak een kelk, pateen, of ander liturgisch voorwerp, vaak een geschenk van de ouders. Wanneer de priester sterft, kunnen deze voorwerpen door schenking in de kerkschat worden opgenomen.
Vele liturgische voorwerpen zijn vervaardigd door in hun tijd beroemde vakmensen. Bekend zijn de Maaslandse edelsmeden uit de 12e en 13e eeuw, die enkele van de beroemdste reliekschrijnen en andere kerkelijke kunstschatten op hun naam hebben staan, onder anderen Reinier van Hoei, Hugo van Oignies en Nicolaas van Verdun.
Bij de beeldenstormen in de 16e eeuw en bij de secularisatie van kapittels en kloosters in de Franse tijd zijn veel kerkelijke schatten verloren gegaan. Veel gouden en zilveren voorwerpen werden omgesmolten omdat de kerkelijke instellingen hoge oorlogsschattingen kregen opgelegd (voordat ze werden opgeheven). Andere voorwerpen werden verkocht en kwamen in particuliere en openbare collecties terecht. Musea met belangrijke verzamelingen kerkelijke kunstvoorwerpen zijn: het Rijksmuseum in Amsterdam, het Museum Catharijneconvent in Utrecht, de Koninklijke Musea voor Kunst en Geschiedenis in Brussel, het Grand Curtius in Luik, het Kunstgewerbemuseum in Berlijn, het Germanisches Nationalmuseum in Neurenberg, het Musée national du Moyen Âge in Parijs, de Vaticaanse Musea in Vaticaanstad, het British Museum en het Victoria and Albert Museum in Londen, The Cloisters in New York, het Walters Art Museum in Baltimore en het Cleveland Museum of Art in Cleveland.

## Hedendaagse functie
Tegenwoordig worden de meest kostbare voorwerpen uit een kerkschat, vanwege hun kwetsbaarheid en kunsthistorische waarde, nog maar zelden gebruikt. Veel stukken zijn te duur om te verzekeren en worden in goed beveiligde schatkamers of kluizen bewaard. In sommige gevallen behoren die kerkelijke schatkamers tot de belangrijkste musea in een stad of regio.
Andere voorwerpen hebben hun liturgische functie behouden. Na de zogenaamde tweede beeldenstorm (sinds het einde van de jaren 1960) nam het gebruik van sommige liturgische voorwerpen af. Zo worden reliekschrijnen en monstransen in Nederland en Vlaanderen relatief weinig opgesteld, maar ze zijn gewijd erfgoed en worden hier en daar terug in ere hersteld.

## Kerkelijke schatkamers

### België
- Brugge - Kunstcollectie Sint-Salvatorskathedraal
- Gent - Kerkschat Sint-Baafskathedraal
- Sint-Niklaas - Kerkschat Sint-Nicolaaskerk
- Antwerpen - Sint-Pauluskerk
- Zoutleeuw - Sint-Leonarduskerk
- Halle - Kerkschat Sint-Martinusbasiliek
- Leuven - Collegiale Sint-Pieterskerk
- Sint-Truiden - Schatkamer Onze-Lieve-Vrouwekerk
- Tongeren - Teseum (Onze-Lieve-Vrouwebasiliek)
- Maaseik - Schatkamer Sint-Catharinakerk
- Hoei - Kerkschat Onze-Lieve-Vrouwekerk
- Luik - Schatkamer van de kathedraal van Luik
- Stavelot - Sint-Sebastiaanskerk
- Namen - Beschermde kunstschatten van de kathedraal van Namen
- Namen - Kerkschat van Oignies
- Bergen - Sint-Waltrudiskerk
- Zinnik - Sint-Vincentiuskerk
- Doornik - Onze-Lieve-Vrouwekathedraal

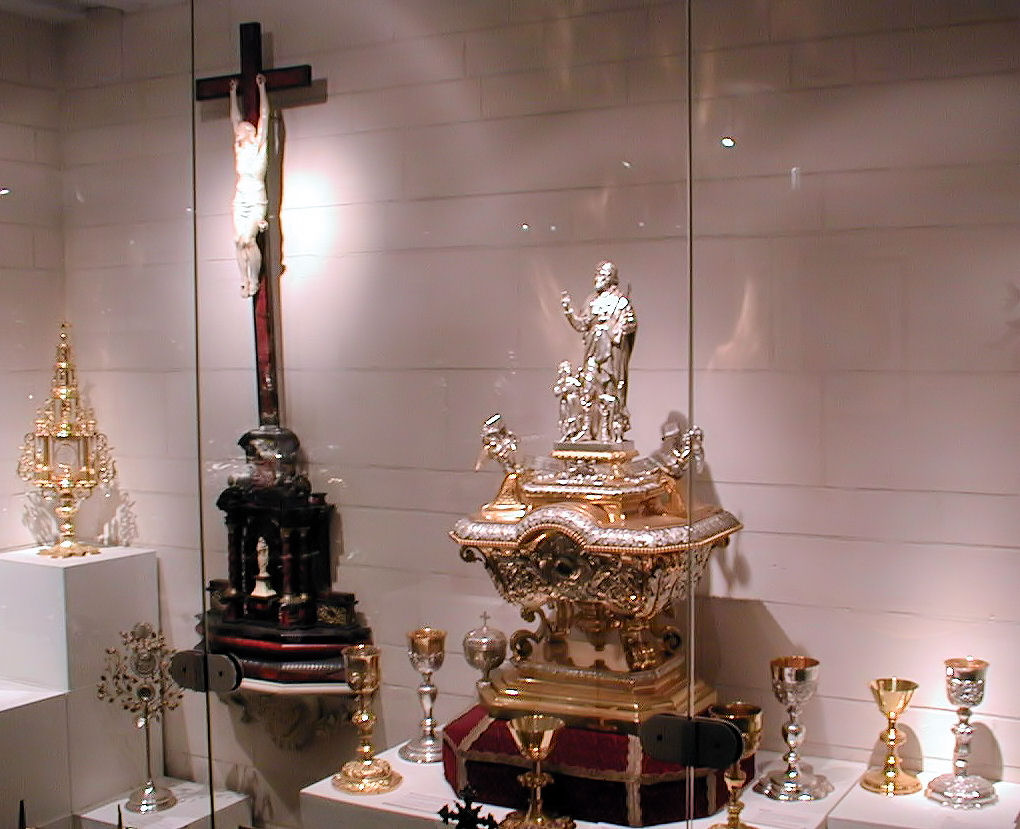
Sint-Nicolaaskerk, Sint-Niklaas
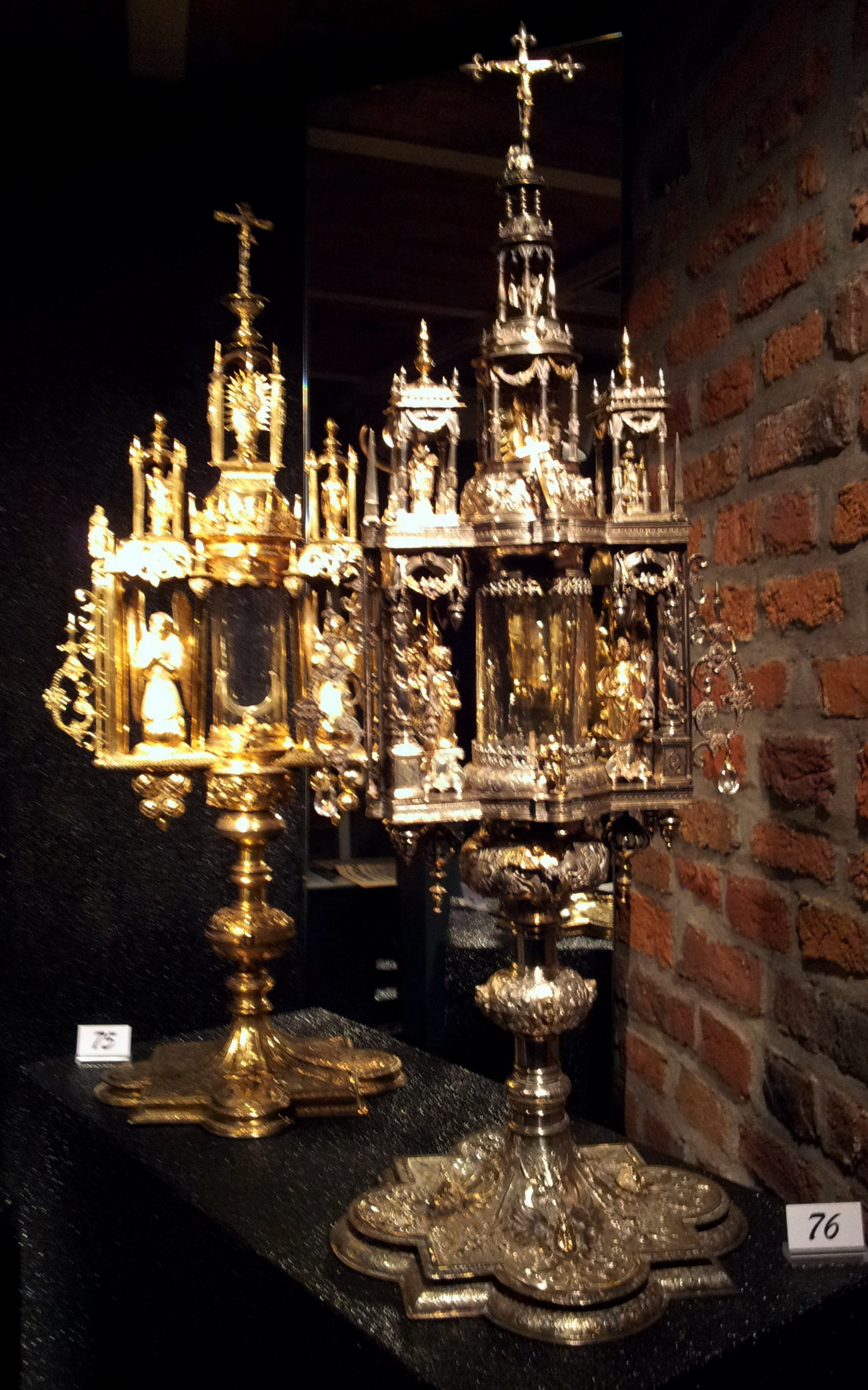
Onze-Lieve-Vrouwekerk, Sint-Truiden
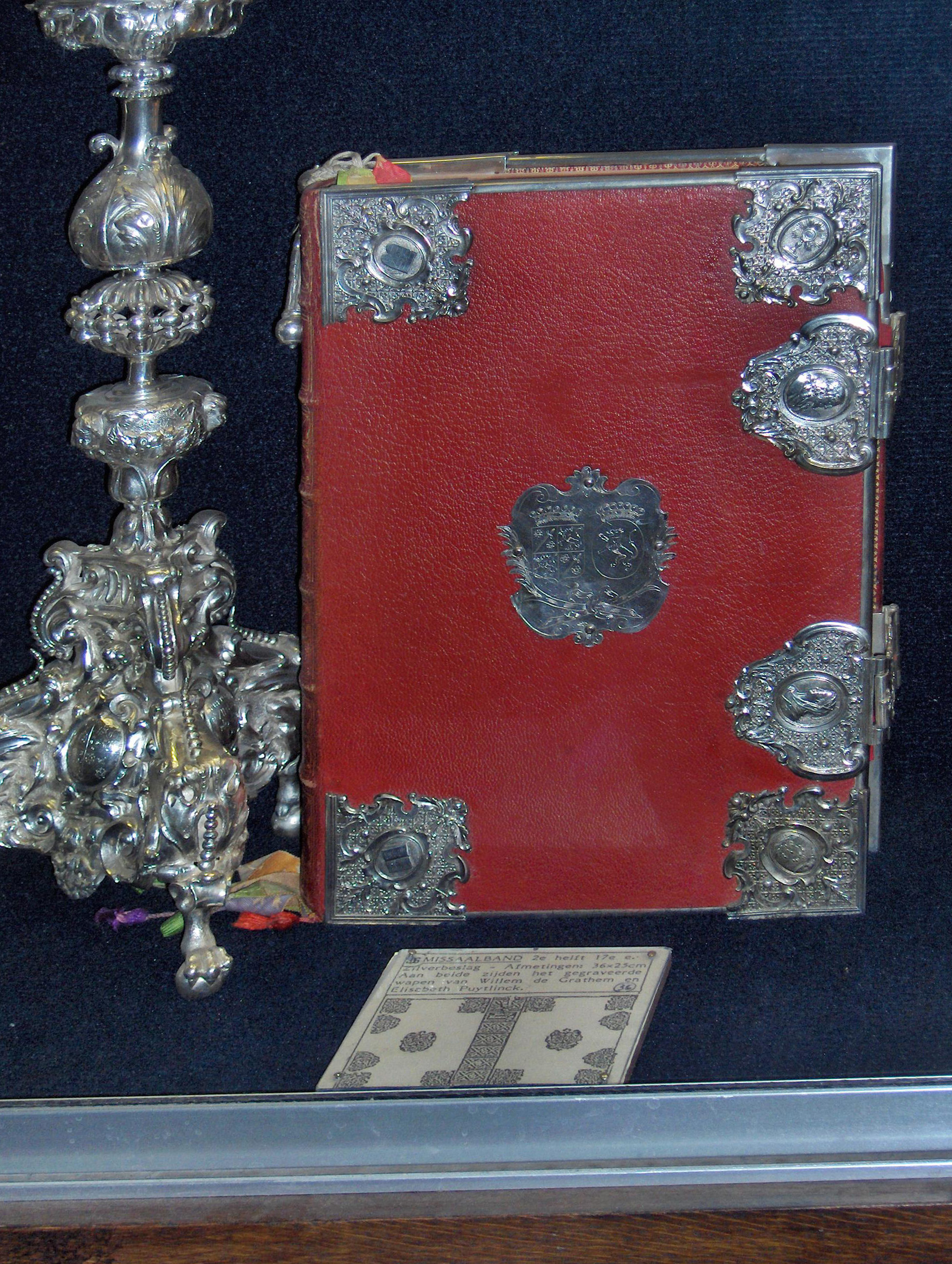
Sint-Catharinakerk, Maaseik
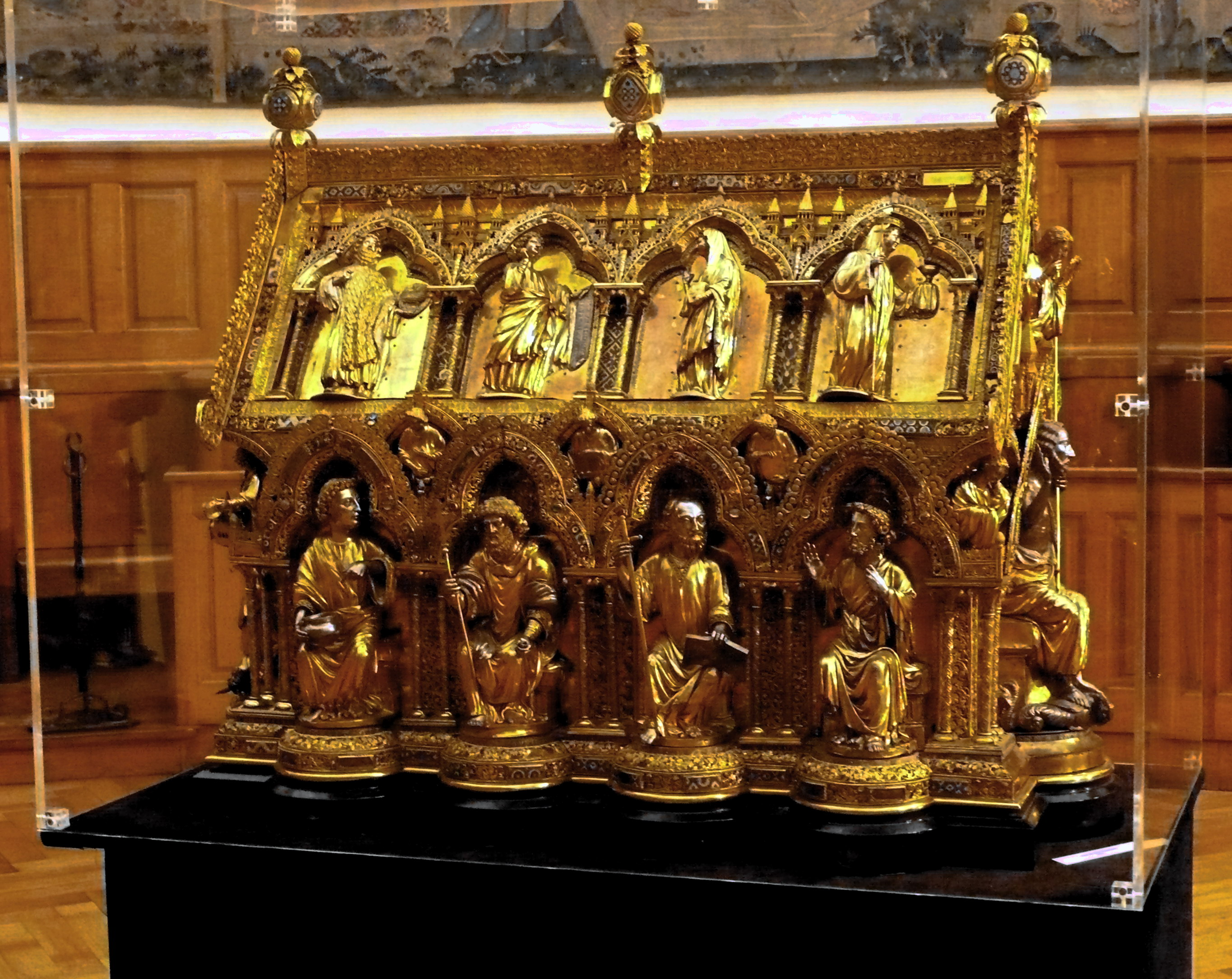
Onze-Lieve-Vrouwekathedraal, Doornik

### Nederland
- Haarlem - Kerkschat Kathedrale Basiliek Sint Bavo
- Oldenzaal - Sint-Plechelmusbasiliek
- Grave - Sint-Elisabethkerk
- Thorn - Sint-Michaëlskerk
- Susteren - Schatkamer Sint-Amelbergabasiliek
- Maastricht:
  - Schatkamer Onze-Lieve-Vrouwebasiliek
  - Schatkamer Sint-Servaasbasiliek
- Houthem-Sint Gerlach - Schatkamer Sint-Gerlachuskerk

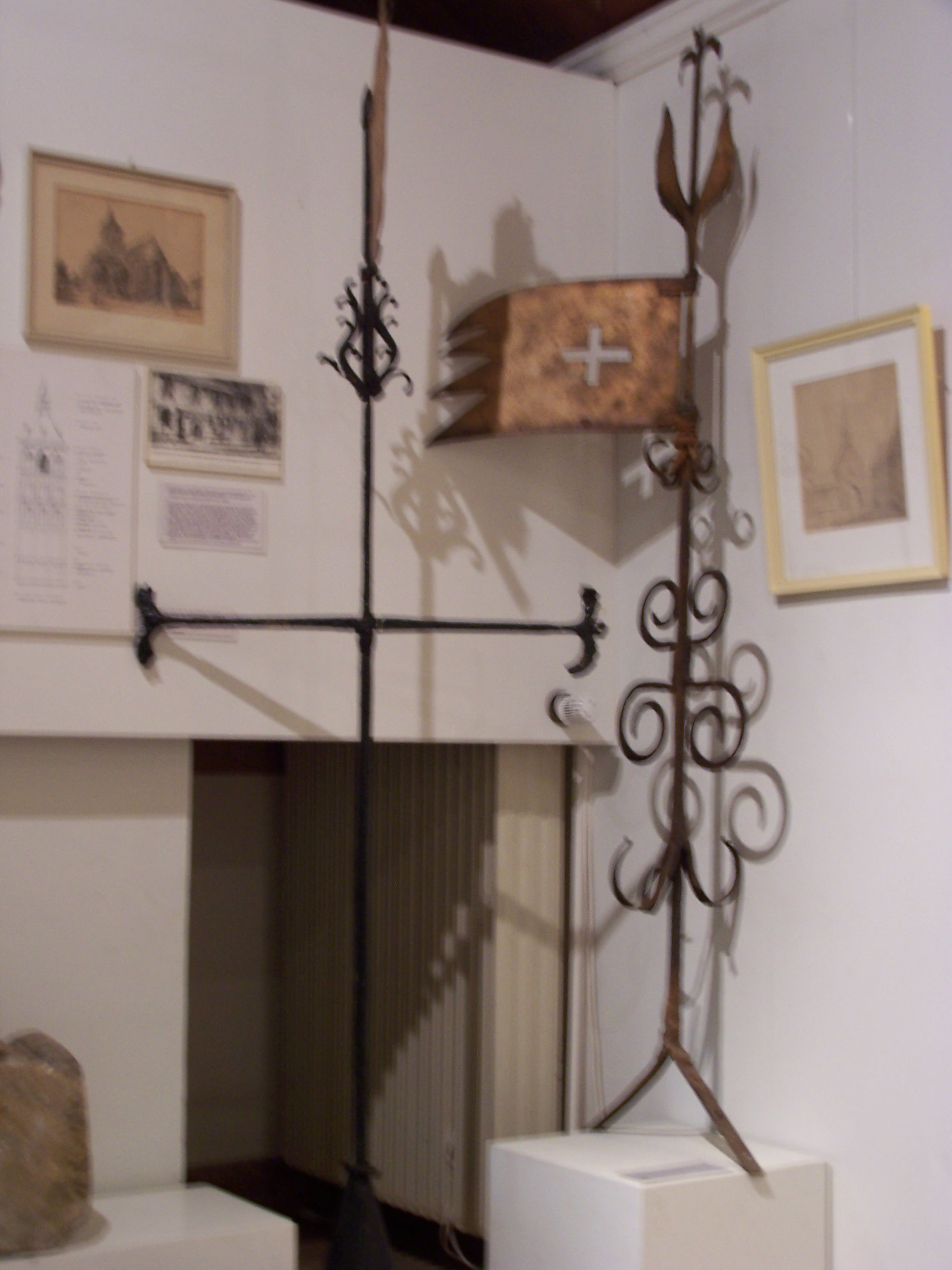
Sint-Plechelmusbasiliek, Oldenzaal
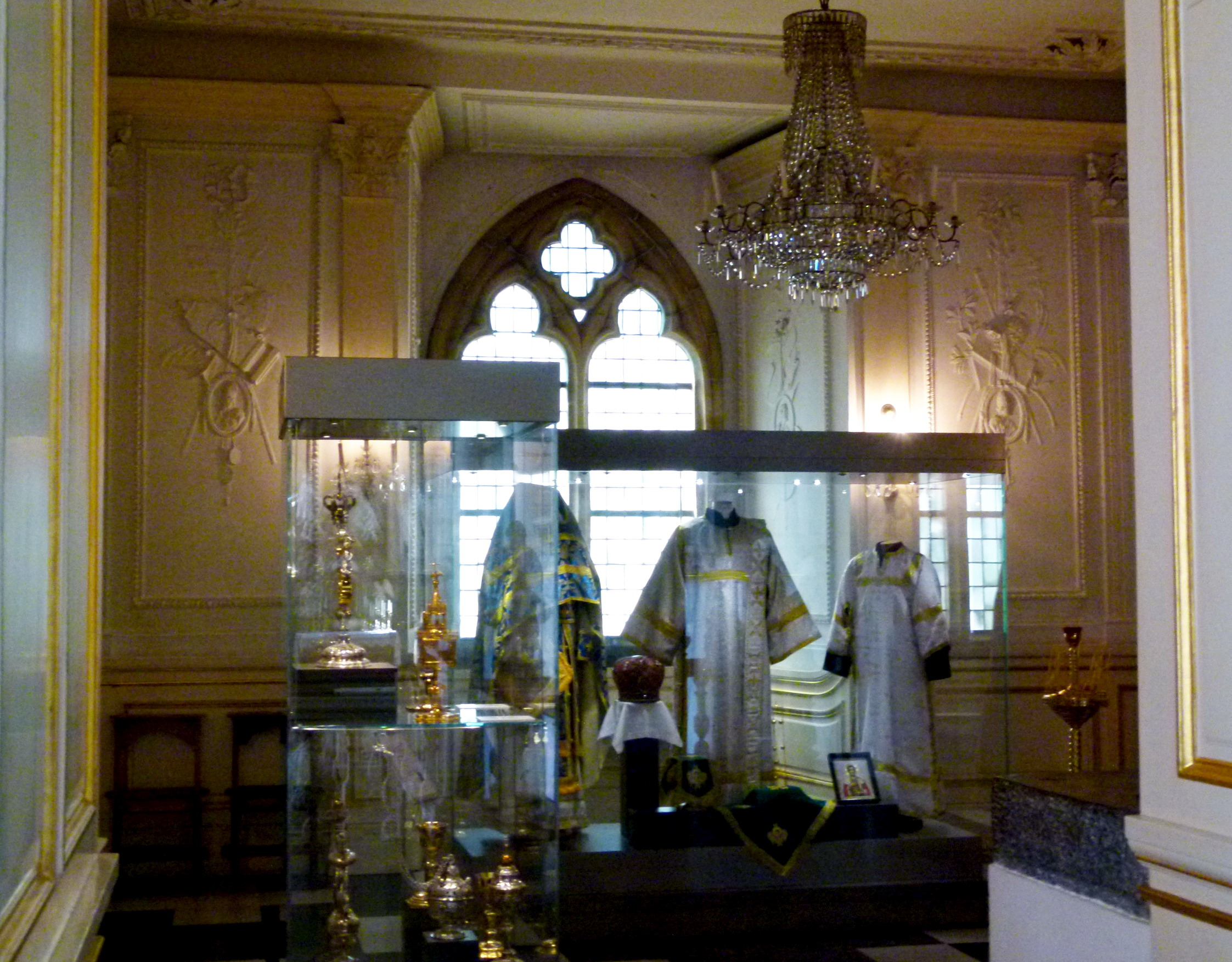
Sint-Michaëlskerk, Thorn
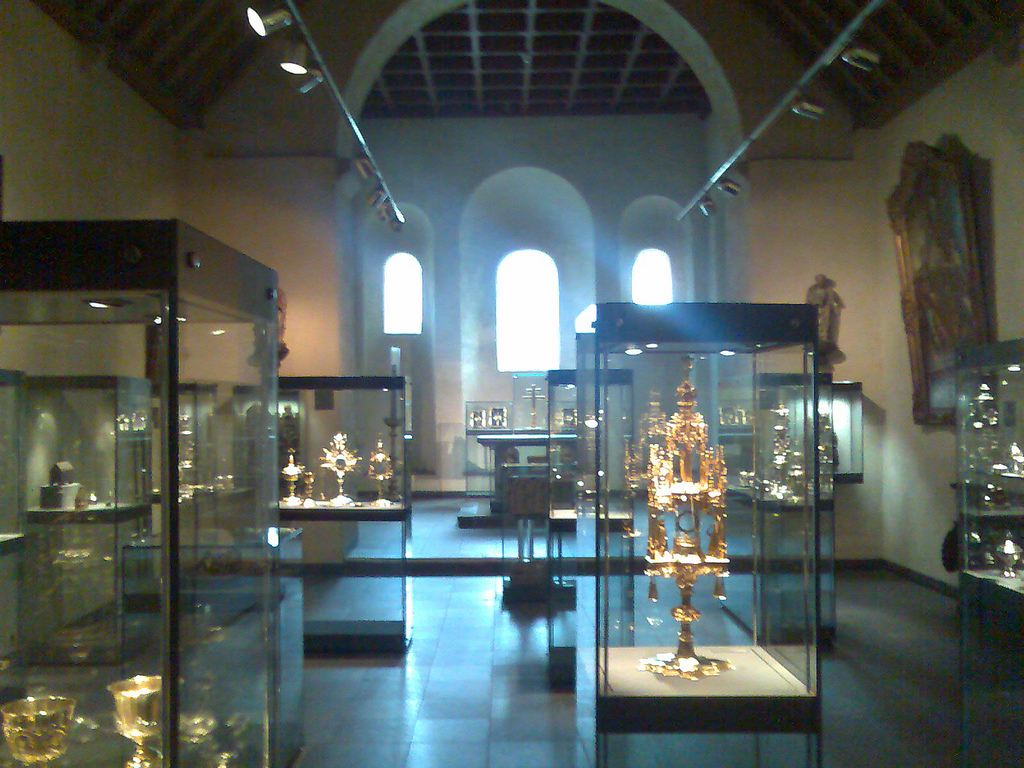
Sint-Servaasbasiliek, Maastricht
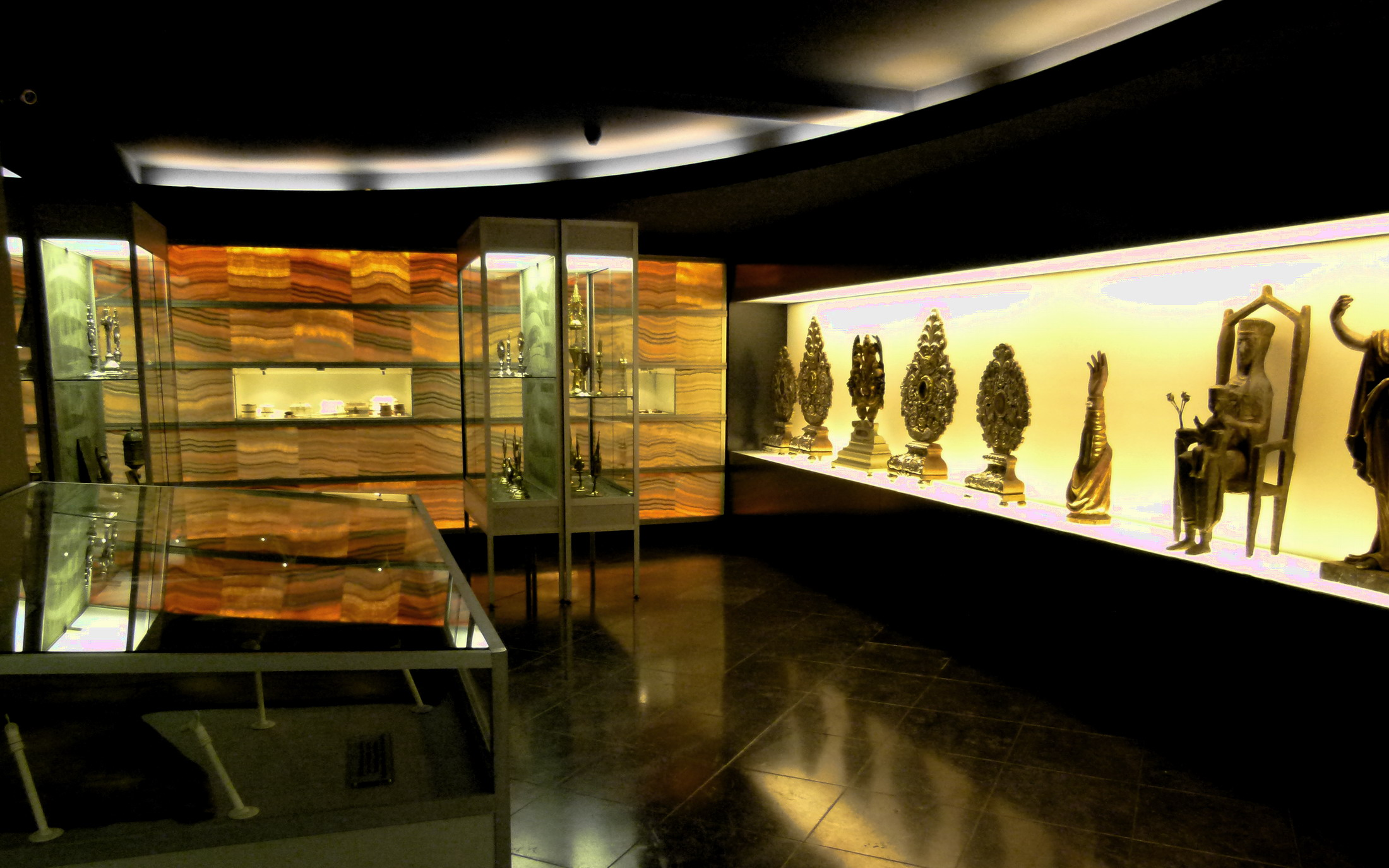
Onze-Lieve-Vrouwebasiliek, Maastricht

### Duitsland
- Quedlinburg - Domschat Sint-Servaaskerk
- Hildesheim - Dommuseum Hildesheim
- Fulda - Dom van Fulda
- Minden - Domschat Sint-Gorgonius- en Sint-Petrusdom
- Essen - Schatkamer van de Dom van Essen
- Keulen - Dom van Keulen
- Aken - Dom van Aken
- Trier - Dom van Trier
- Bamberg - Dom van Bamberg
- Münster - Dom van Münster

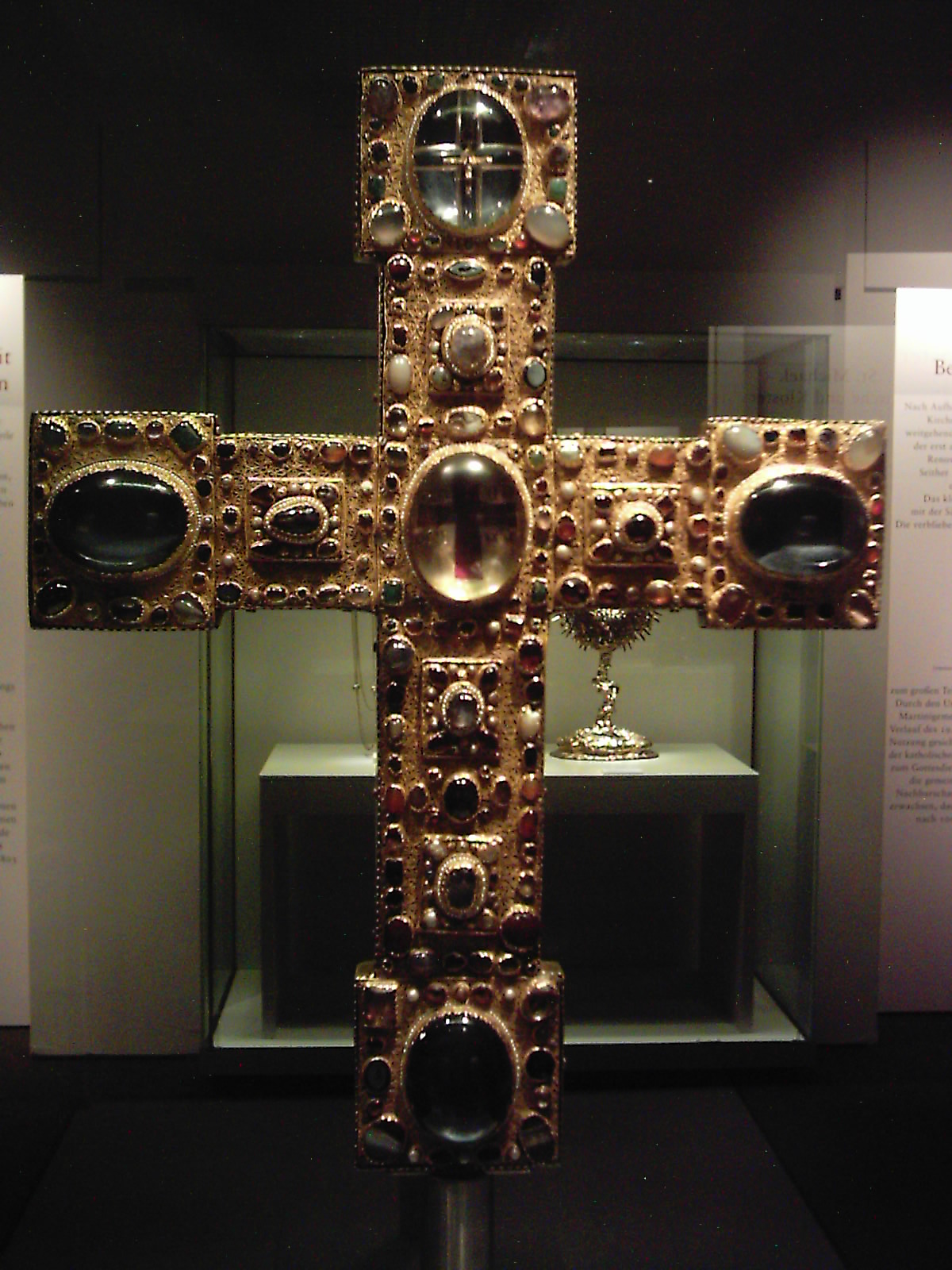
Dom van Hildesheim
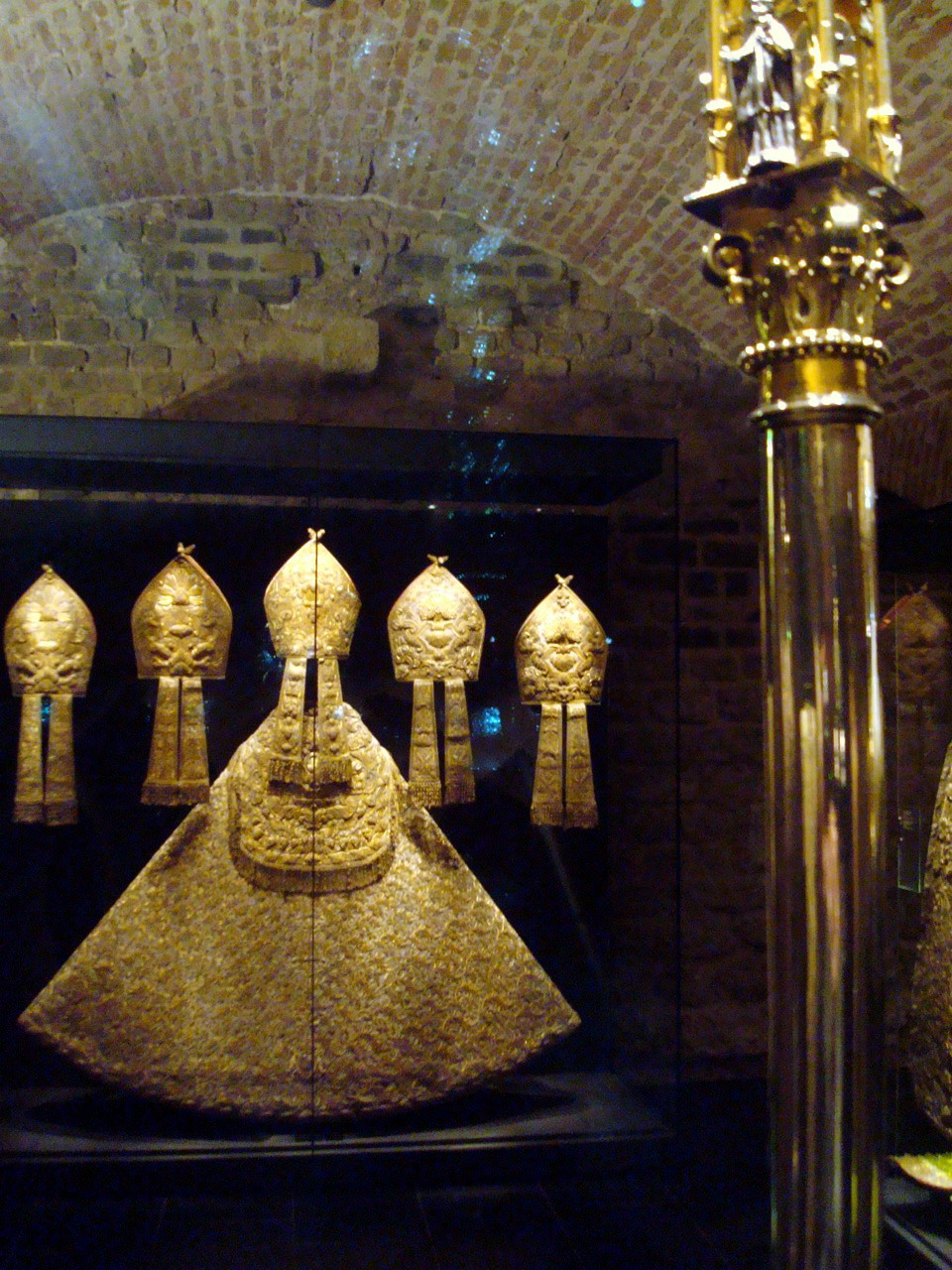
Dom van Keulen
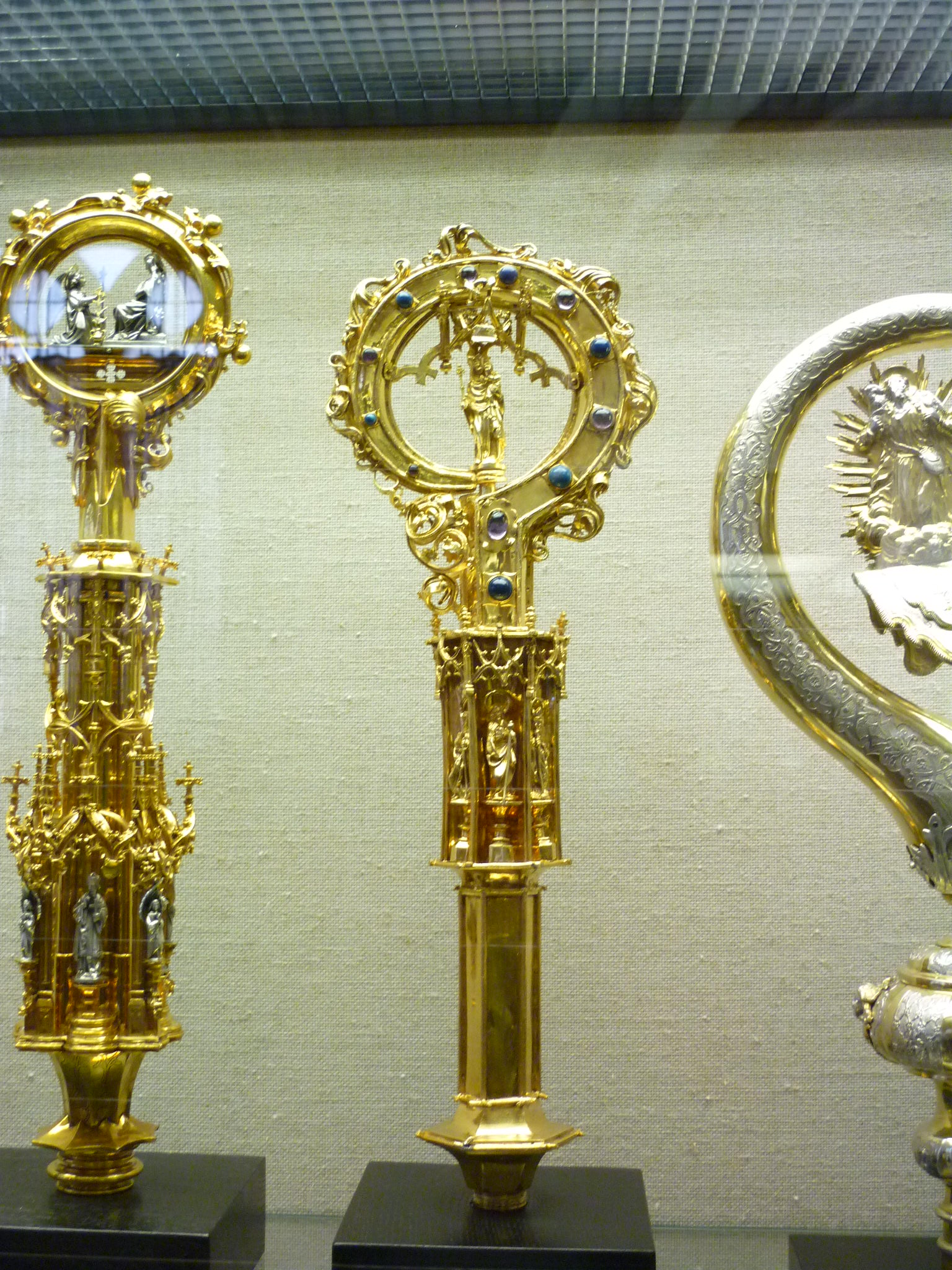
Dom van Trier
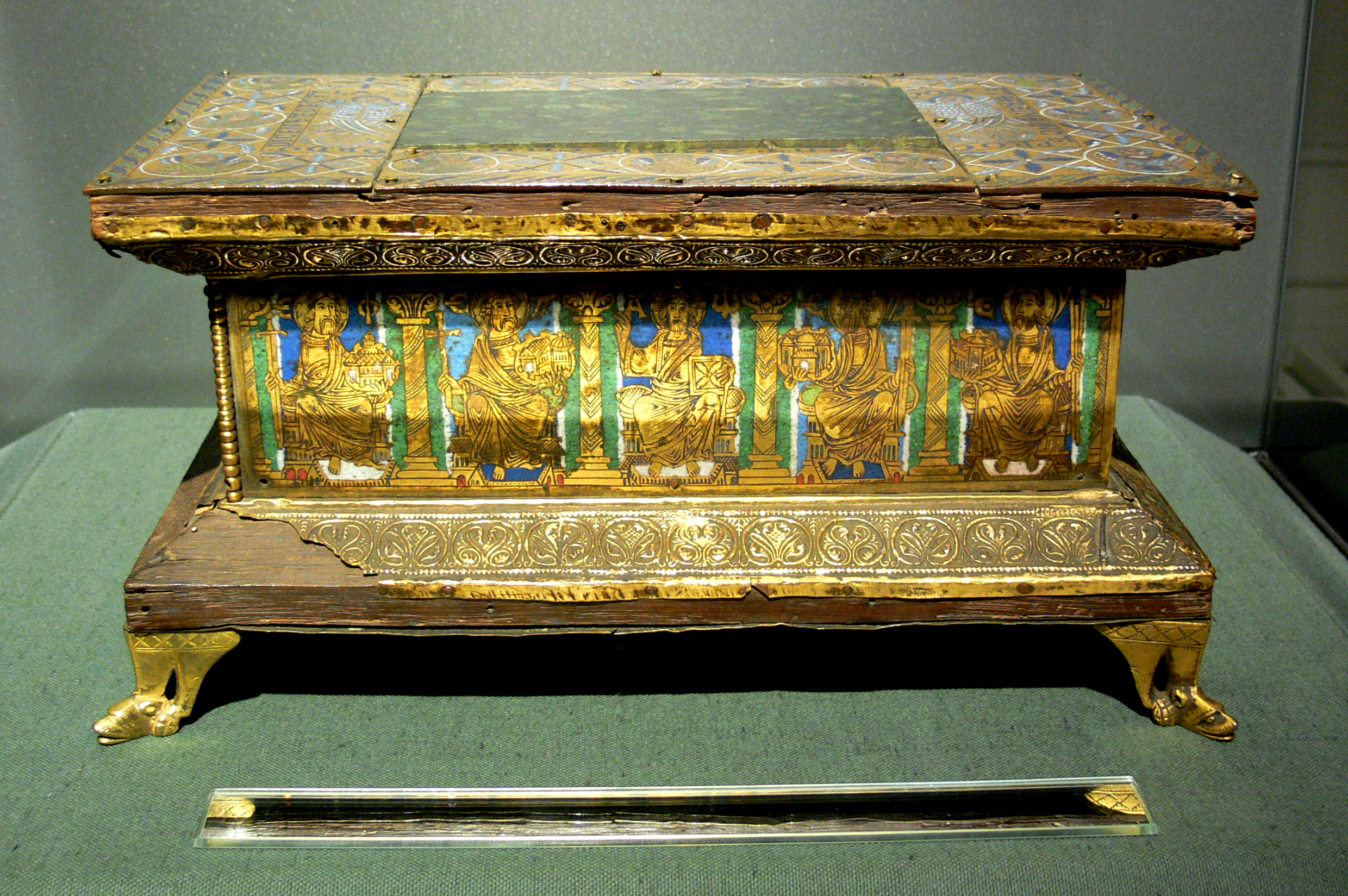
Dom van Bamberg

### Elders
- Reims - Paleis van Tau
- Parijs:
  - Sainte-Chapelle
  - Kathedraal van Saint-Denis
- Rome
  - Sint-Pietersbasiliek (Museo del Tesoro di San Pietro, onderdeel van Vaticaanse Musea)
  - Kerkschat Basiliek van Santa Maria Maggiore
- Toledo (Spanje) - Kathedraal van Toledo
- Burgos (Spanje) - Kathedraal van Burgos
- Santiago de Compostella (Spanje) - Kathedraal van Santiago de Compostella
- Praag - Sint-Vituskathedraal
- Esztergom (Hongarije) - Kathedraal van Esztergom

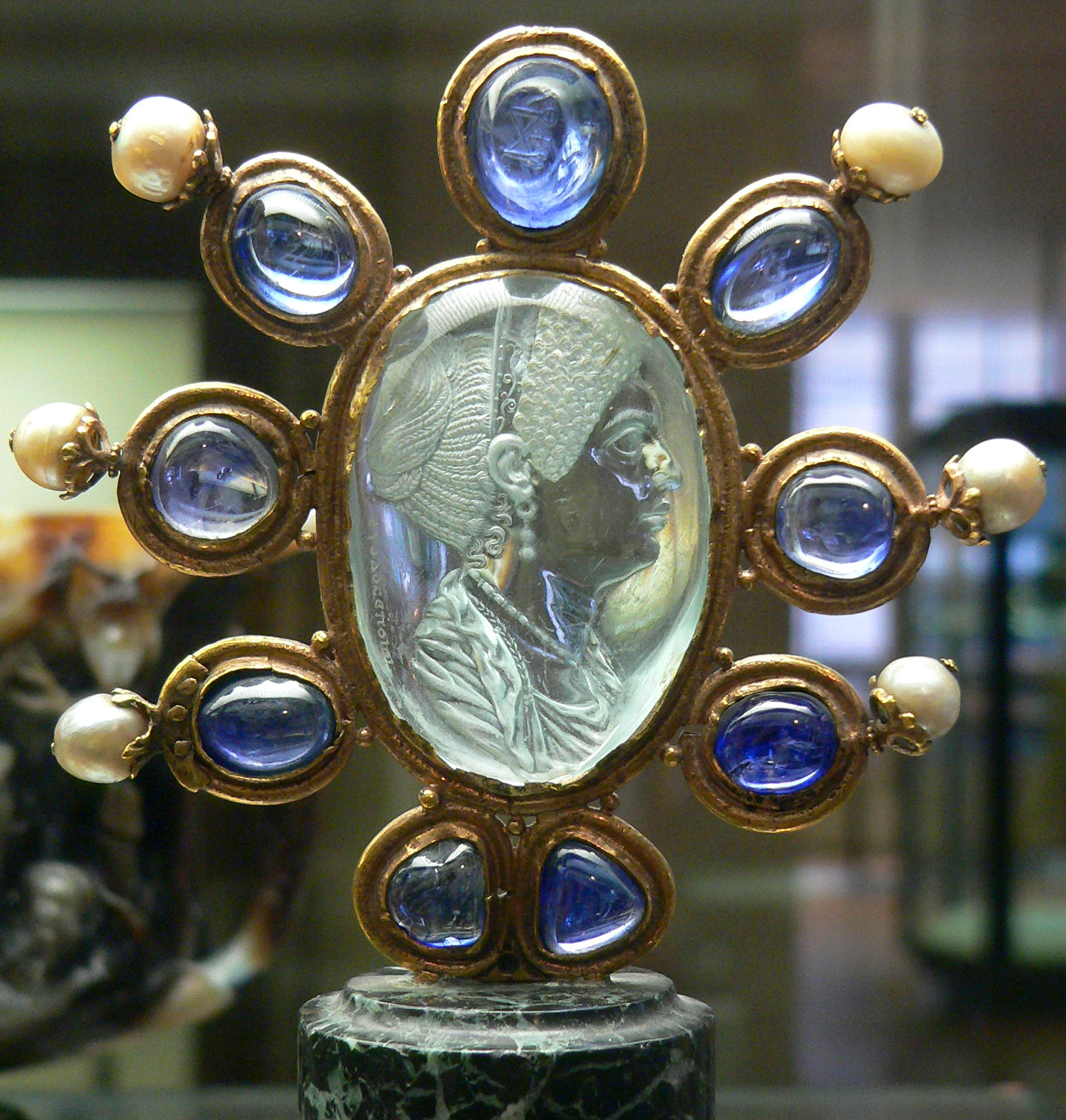
Sint-Deniskathedraal, Parijs
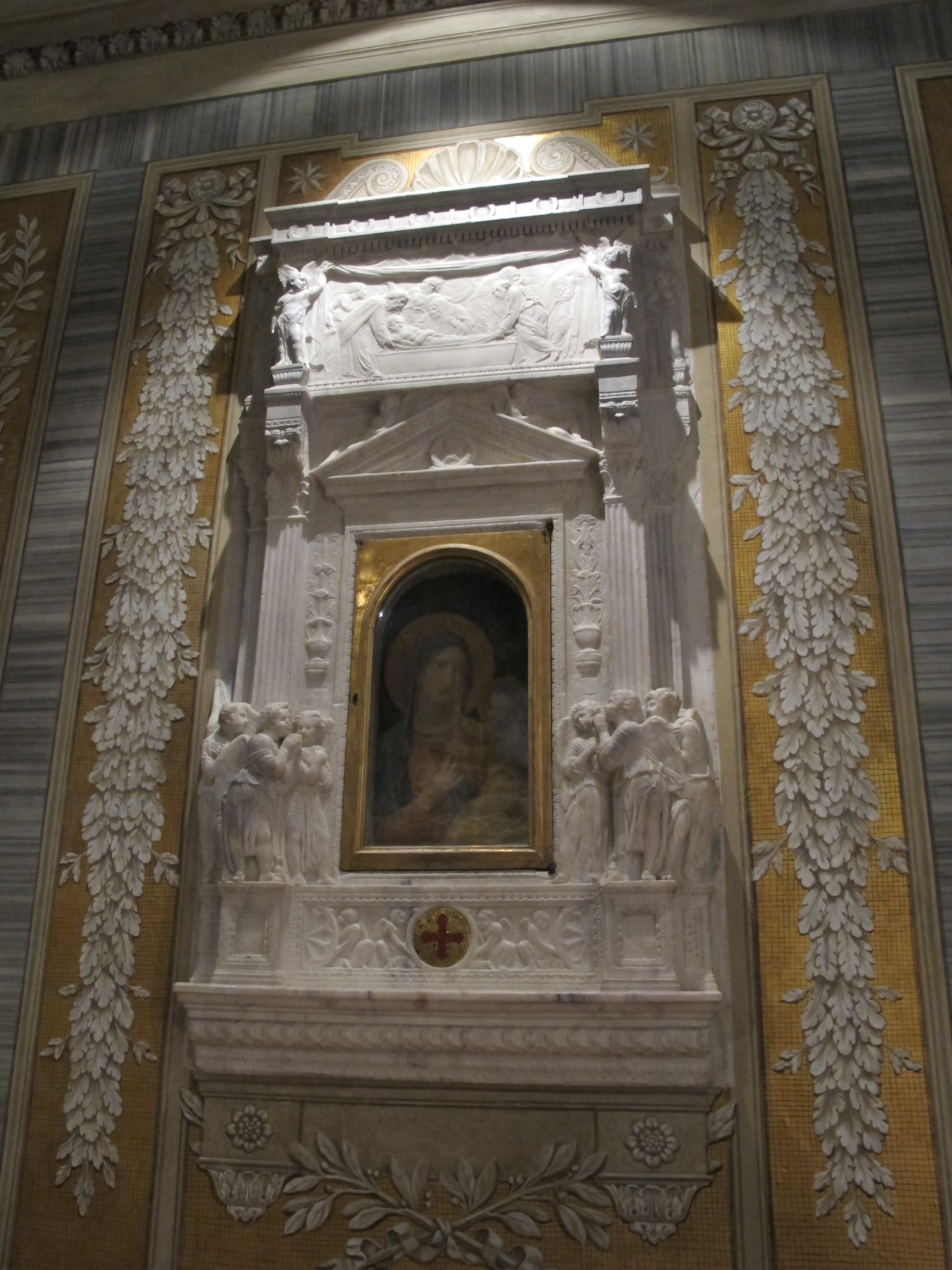
Sint-Pietersbasiliek, Rome
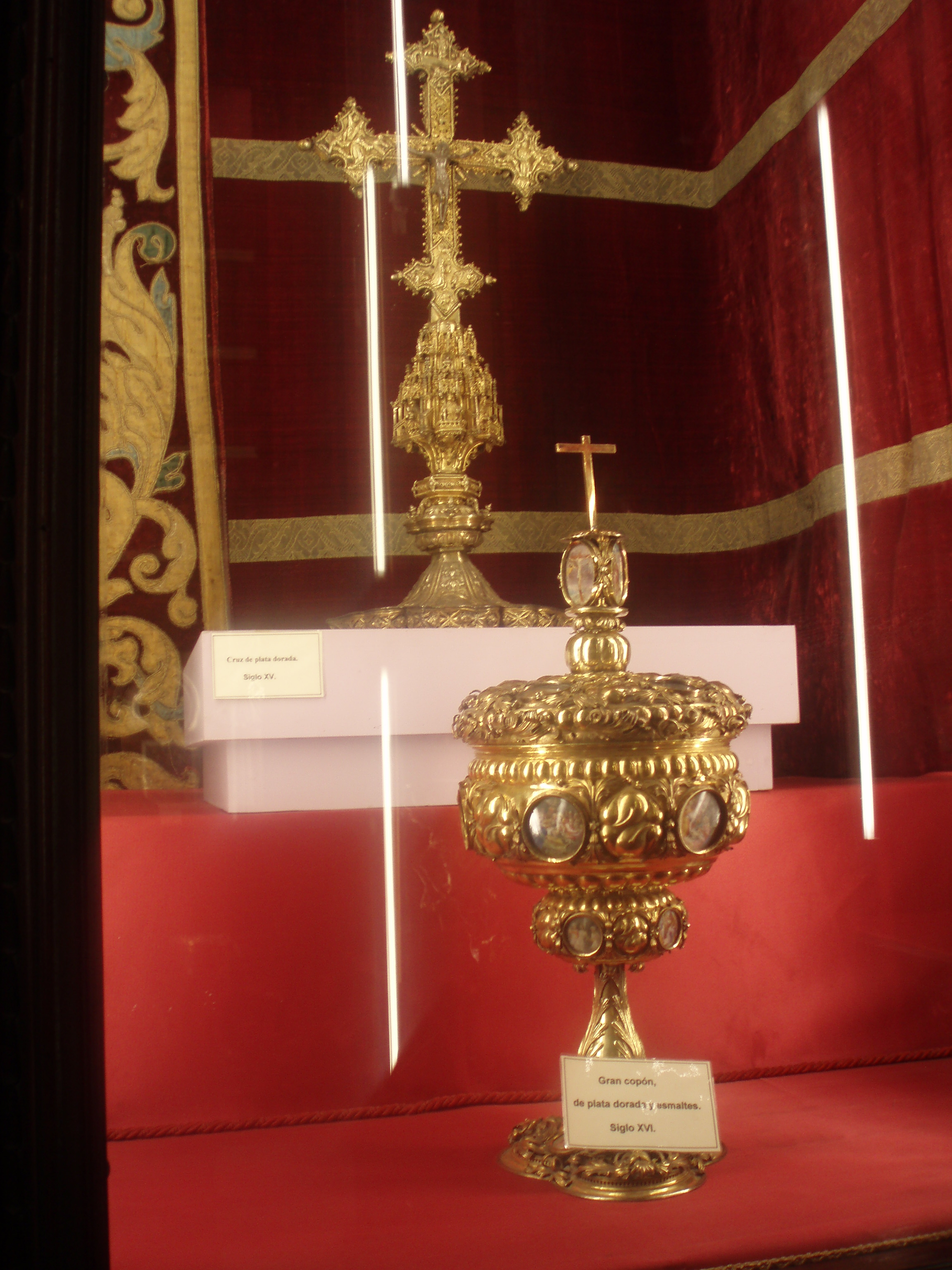
Kathedraal van Toledo
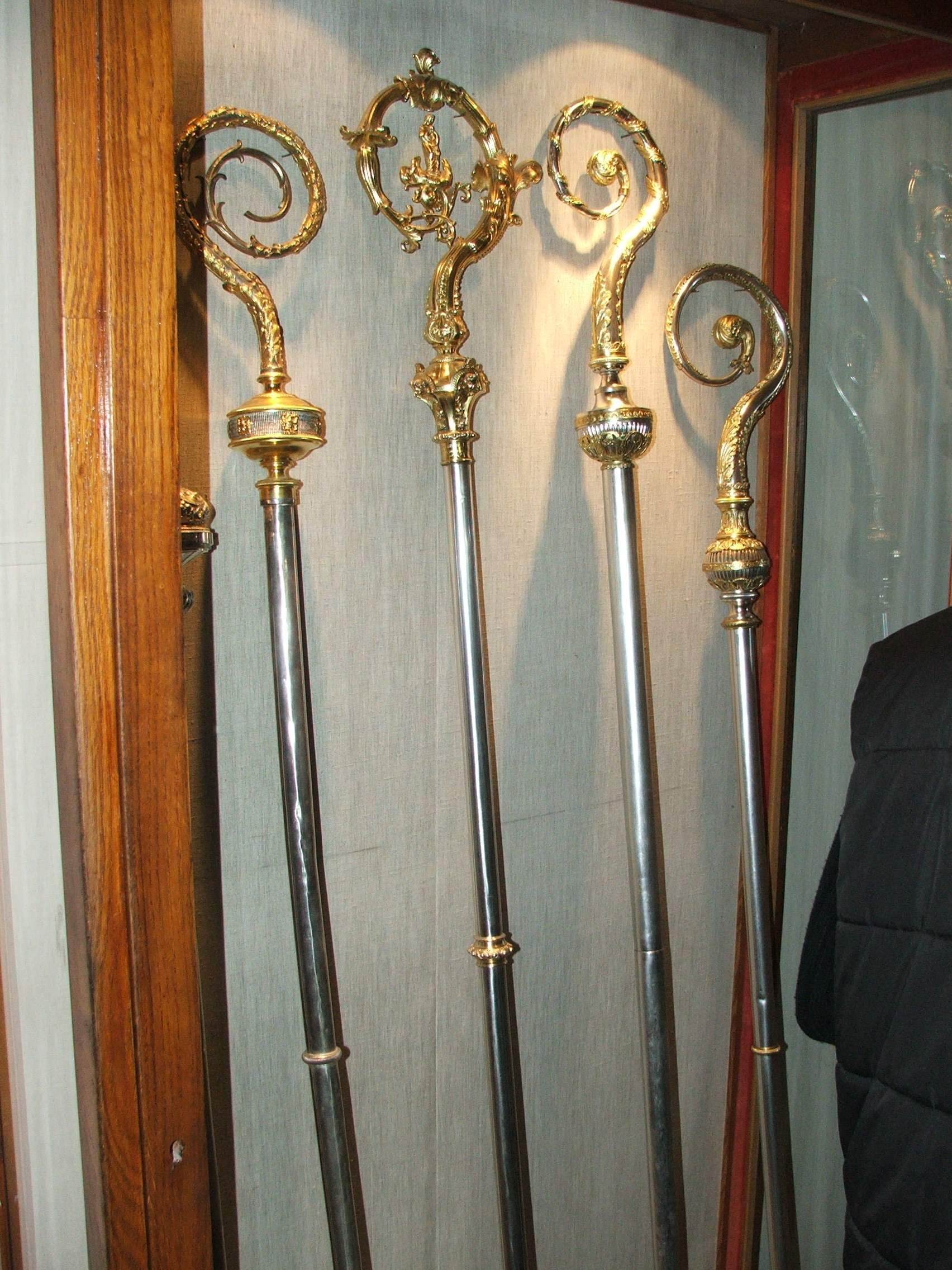
Kathedraal van Esztergom